# 布夫雷斯
布夫雷斯（法語：Bouvresse，法語發音：[buvʁɛs]）是法国瓦兹省的一个市镇，属于博韦区。

## 地理
布夫雷斯（49°39'9"N, 1°45'18"E）面积2.8 平方千米，位于法国上法蘭西大區瓦兹省，该省份为法国北部内陆省份，北起索姆省，西接厄尔省和滨海塞纳省，南至塞纳-马恩省和瓦兹河谷省，东临埃纳省。
与布夫雷斯接壤的市镇（或旧市镇、城区）包括：阿邦库尔、布拉尔日、蒙索拉拜、福尔默里。

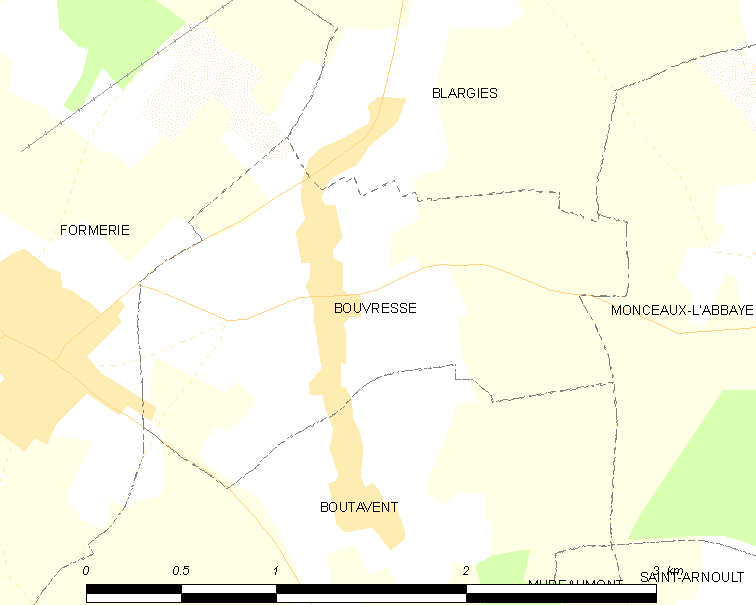
布夫雷斯的OSM定位图

布夫雷斯的时区为UTC+01:00、UTC+02:00（夏令时）。

## 行政
布夫雷斯的邮政编码为60220，INSEE市镇编码为60098。

## 政治
布夫雷斯所属的省级选区为格朗维利耶县。

## 人口

1962-2008年间布夫雷斯人口变化图示

布夫雷斯于2022年1月1日时的人口数量为170人。